# Ferrari SP1
Ferrari SP1 – supersamochód klasy średniej typu one-off wyprodukowany pod włoską marką Ferrari w 2008 roku.

## Historia i opis modelu
Pod koniec pierwszej dekady XXI wieku Ferrari uruchomiło program Portfolio przewidujący realizowanie indywidualnych zamówień na uniklane projekty samochodów według wytycznych nabywcy. Pierwszym entuzjastą włoskiej firmy, który skorzystał ze specjalnej usługi, był japoński biznesmen Junichiro Hiramatsu - na jego prośbę rozwinięto projekt pod nazwą Special Project Number One, w którego efekcie powstał model pod nazwą Ferrari SP1.
Oficjalna prezentacja unikatowego supersamochodu odbyła się w listopadzie 2008 roku. SP1 zbudowane zostało w oparciu o seryjny model F430, wykorzystując jego podzespoły techniczne, płytę podłogową, a także elementy nadwozia na czele z reflektorami. Za projekt nadwozia zdominowanego przez obłe linie i przetłoczenia, a także dwubarwne malowanie z dominacją czerwieni względem czerni, był Leonardo Fioravanti przez lata powiązany z Pininfariną. Japoński właściciel nalegał, aby to właśnie Fioravanti nadzorował projekt SP1, gdyż był on fanem dawnego projektu włoskiego stylisty - prototypu Ferrari F100 z 1998 roku.
Do napędu Ferrari SP1 wykorzystane zostało 4,3 litrowe V8 osiągające moc 490 KM, które rozwija 100 km/h 4 sekundy oraz rozpędza się maksymalnie do 315 km/h, współpracując z 7-biegową dwusprzęgłową automatyczną przekładnią biegów.

### Sprzedaż
Ferrari SP1, zgodnie z założeniami programu Portfolio, zbudowane zostało tylko w jednym egzemplarzu na specjalne zamówienie japońskiego nabywcy. Transakcja opiewała na kwotę ok. 3 milionów dolarów, a SP1 pojawiło się także w grach komputerowych Gran Turismo 5 i Gran Turismo 6.

### Silnik
- V8 4.3l 490 KM